# Pietro Morosini
Pietro Morosini (Venezia, 1370/1380 – Gallicano nel Lazio, 11 agosto 1424) è stato un cardinale italiano.

## Biografia
Studiò giurisprudenza presso l'università di Bologna. Fu canonico del capitolo della cattedrale di Treviso. Il 28 maggio 1405 ottenne il permesso dal papa Innocenzo VII per continuare i suoi studi di diritto presso l'università di Bologna per tre anni usando i proventi ricavati dal canonicato; il permesso fu esteso per cinque anni da papa Gregorio XII. Professore di decretali presso l'università di Padova, divenne uno dei giureconsulti più celebri del suo tempo; fu compilatore del sesto volume delle Decretali. È stato anche protonotario apostolico.
Fu creato cardinale diacono da Gregorio XII, con il titolo di Santa Maria in Cosmedin, nel concistoro del 19 settembre 1408. Secondo alcune fonti, nel 1417 optò per la diaconia di Santa Maria in Domnica, ottenendo anche in commenda quella di San Nicola in Carcere.
Non partecipò al conclave che elesse papa Martino V, in quanto arrivò al concilio di Costanza solamente nel mese di febbraio del 1418. Il nuovo papa lo nominò legato pontificio in Sicilia. Il 28 ottobre 1419 incoronò, come legato del papa, Giovanna II regina di Napoli.
Seguì la corte papale a Mantova nel 1418 e a Tivoli nel 1421.
Morì l'11 agosto 1424 a Gallicano, vicino a Palestrina, dove si trovava il papa e fu sepolto nella chiesa di Santa Maria Nova a Roma.